# 吉原芳仙
吉原 芳仙（よしはら ほうせん、本名：大倉・憶良・豊七、雅号：翠宏・寛秀・幹豊、1896年〈明治29年〉5月15日 - 1983年〈昭和58年〉8月29日）は、日本の日本画家。

## 略歴
新潟県中蒲原郡大郷村大字東笠巻（現 新潟市南区東笠巻）の旧家・吉原家の吉原三蔵の長男として生まれた。
新潟中学校を中退すると画家を志し、大正時代の始めから鈴木松年、寺崎広業、荒木十畝、中村不折らに師事、1918年（大正7年）に名古屋市の展覧会で金杯を、1919年（大正8年）に福岡市の展覧会で銀杯を獲得した。新潟県中蒲原郡村松町の本行寺に住んでいる時に同町を巡錫していた曹洞宗第11代管長・新井石禅の知遇を得て、「芳仙」の雅号を受け、インドの詩人・タゴールへの紹介状をもらうと、1923年（大正12年）2月末に同町を去り、1924年（大正13年）3月に台湾に渡り、1925年（大正14年）にインドに入国、タゴール美術学校に入学してタゴールに幽玄哲学的画論の教えを受けた。1926年（大正15年）にインド西ベンガル州のタイガーヒルをベースキャンプとして半年間 ヒマラヤをスケッチし、インドの展覧会で入選した。1927年（昭和2年）に横山大観から「徹底的に修業せよ」との激励の手紙をもらうと、インドの展覧会で審査員を務めたのち、インドを出国、エジプトのサハラ砂漠を2カ月間 放浪し、イタリアを経て、同年暮れにパリに到着、1928年（昭和3年）にフランスのサロン（展覧会）で入選した。1929年（昭和4年）にパリを拠点に、ドイツ、イギリス、スペイン、ベルギー、オランダ、スイスなど、ヨーロッパ各地を旅行し、夏にイタリアを訪れてローマに半年間 滞在した。1930年（昭和5年）にフランスを出国、シンガポールを経て、1931年（昭和6年）に中国を旅行し、1932年（昭和7年）に朝鮮の金剛山で半年間 山中生活をして山の姿をスケッチしたのち、日本に帰国、1933年（昭和8年）に台湾の南東沖にある紅頭嶼に渡って3年間 原住民のタオ族とともに生活して彼らが農耕している姿をスケッチした。1945年（昭和20年）に終戦とともに日本に帰国、1950年（昭和25年）11月に新潟市窪田町（現 新潟市中央区窪田町）にアトリエを構えた。
1966年（昭和41年）5月に自分の絵画作品を売り払ってつくった500万円を投じて新潟縣護國神社の境内に芭蕉堂を建立して新潟市に寄付した。
1968年（昭和43年）5月に渡辺浩太郎新潟市長らによって新潟市一番堀通町（現 新潟市中央区一番堀通町）の白山公園に芳仙画碑が建立された。
1973年（昭和48年）に芳仙後援会などの有志によって芭蕉堂の傍らに吉原芳仙の胸像と句碑が建立された。
1983年（昭和58年）8月29日午後10時13分に脳血栓のため死去、87歳没。告別式は自宅で執り行われた。
画風は幽玄的な日本画に洋画風な趣を加えたものであった。

## 栄典・表彰
- 1958年（昭和33年）7月15日 - 褒状（新潟県知事表彰）「1957年（昭和32年）2月新潟県肢体不自由児施設建設運動に協力し私財を寄附」[11]
- 1959年（昭和34年）00 0 00 - 日本学士会アカデミア賞・名誉会員[12][注 2]
- 1967年（昭和42年）3月29日 - 紺綬褒章・木杯一組台付「1966年（昭和41年）5月新潟市観光施設として芭蕉記念碑（芭蕉堂）等を寄付」[13]

## 親族
- 清水善夫 - 甥、内科医、小児科医、新潟県西蒲原郡黒埼町初代町長。原爆症患者第1号の担当医。

## 著作物

### 著書
- 『天竺浪人物語』吉原憶良（私家版）、1930年。
  - 『天竺浪人物語』復刻版、文久堂、1987年。

### 画集
- 『芳仙画集1966』吉原芳仙（私家版）、1966年。
- 『芳仙画集1977』吉原芳仙（私家版）、1977年。